# David Paetkau
David E. Paetkau (Vancouver, 10 november 1978) is een Canadees acteur.
Paetkau debuteerde in 1998 in de horrorfilm Disturbing Behavior. Voor zijn rol in de televisieserie Whistler, werd hij genomineerd voor een Leo Award (2007).
Hij speelde gastrollen in onder meer Smallville (2001, 2009), LAX (2004, 2005), CSI: Miami (2005) en Dexter (2010). Hij speelde een aantal jaren in de serie Flashpoint (2008-2012).